# Calpulalpan, Tlaxcala
Calpulalpan är en kommunhuvudort i Mexiko.   Den ligger i kommunen Calpulalpan och delstaten Tlaxcala, i den sydöstra delen av landet, 60 km öster om huvudstaden Mexico City. Calpulalpan ligger 2 592 meter över havet och antalet invånare är 29 320.
Terrängen runt Calpulalpan är platt åt nordost, men åt sydväst är den kuperad. Runt Calpulalpan är det ganska tätbefolkat, med 192 invånare per kvadratkilometer. Calpulalpan är det största samhället i trakten. Trakten runt Calpulalpan består till största delen av jordbruksmark.